# Pride of Nations
Pride of Nations (tạm dịch: Niềm kiêu hãnh của các quốc gia) là tựa game thuộc thể loại đại chiến lược theo lượt lấy bối cảnh thế kỷ 19, cho phép người chơi nắm quyền thống lĩnh một trong các siêu cường (Anh, Mỹ, Pháp, Áo, Nga và Nhật Bản), ra sức công nghiệp hoá đất nước, hoặc bành trướng thế lực bằng các cuộc chiến tranh và thiết lập thuộc địa nhằm khẳng định ưu thế trên bàn cờ chính trị quốc tế.

## Đón nhận
Pride of Nations nhận được nhiều ý kiến trái chiều từ giới phê bình khi phát hành. Trên Metacritic, trò chơi giữ số điểm 70/100 dựa trên 14 bài đánh giá.